# Poběžovice u Holic
Poběžovice u Holic település Csehországban, a Pardubicei járásban. Poběžovice u Holic Holice, Borohrádek, Nová Ves, Veliny és Vysoké Chvojno településekkel határos. Lakosainak száma 309 fő (2024. január 1.).

## Népesség
A település lakosságának változását az alábbi diagram mutatja:
| Lakosok száma | 394  | 432  | 401  | 278  | 200  | 215  | 251  | 264  | 280  | 309  |
|               | 1869 | 1900 | 1921 | 1961 | 1980 | 2011 | 2016 | 2019 | 2021 | 2024 |